# J·R·史密斯
厄尔·約瑟夫·史密夫（1985年9月9日—），美国职业篮球运动员。史密夫早年曾在紐澤西州的萊克伍德高中和聖本篤預科學校打球，並憑着傑出的表現奪得麥當勞高中全明星賽的最有價值球員。之後他放棄了進入大學就讀的機會，选择參加2004年的NBA選秀，於首輪第十八順位被紐奧良黃蜂選中。在他的職業生涯中先後效力過夏洛特黃蜂、丹佛金塊、紐約尼克、克里夫蘭騎士與洛杉矶湖人。
在2011年NBA封館時期，史密斯曾短暫加盟過中國男子籃球職業聯賽浙江金牛。2016年，克里夫蘭騎士為了保留奪冠成員，與J·R·史密斯簽下了4年5700萬美元的合約。而後2020年加盟洛杉矶湖人，也跟著勒布朗·詹姆斯在湖人奪冠，2021年宣布退役結束球員生涯。

## 高中生涯
史密斯出生於紐泽西州菲力荷自治市，在米爾斯通鎮區 (新澤西州)長大，並就讀當地的米爾斯通中學。1999年畢業後，史密斯先后進入史坦納特高中和马克克里斯顿天主教中學就讀。之後進入萊克伍德高中就讀。後來他又轉學到聖本篤預科學校，並加入了籃球隊。在高中生涯中，史密斯場均能拿下27分、6籃板和5助攻。
2004年4月，史密斯在麥當勞高中全明星賽上攻下了25分的數據，與德懷特·霍華德一同獲選為麥當勞高中全明星賽MVP。之後史密斯決定放棄升學，並宣布將參加NBA選秀，成為當時參加選秀的九位高中生之一。最後史密斯在2004年NBA選秀中以首輪第十八順位被紐奧良黃蜂選中。

## 職業生涯

### 紐奧良黃蜂（2004-2006）
在新秀賽季中，史密斯場均繳出10.3分、2.0個籃板和1.9次助攻，並於2005年的一月、二月和三月被選為西區最佳新秀。同時他也參加了2005年全明星周末的灌籃大賽，但在準決賽中被阿瑪雷·斯塔德邁爾淘汰。該年黃蜂僅繳出18勝64敗的戰績，沒能晉級季后賽。
在紐奧良的第二個賽季，史密斯的數據全面下滑，平均每場僅能得到7.7分、2籃板和1.1次助攻。由於卡崔娜颶風肆虐的緣故，黃蜂隊短暫搬遷至俄克拉荷馬城度過了一個賽季。在新秀克里斯·保羅的組織能力幫助下，黃蜂隊打出了38勝44敗的戰績 。雖然勝場數比上一季還要多了二十場，但是黃蜂隊依然沒能晉級季后賽。

### 丹佛金塊（2006-2011）
2006年7月14日，黃蜂將史密斯和前鋒P·J·布朗送到芝加哥公牛以換取中鋒泰森·錢德勒。7月20日，史密斯再次被交易，丹佛金塊送出大前锋霍华德·埃斯利以及两个2007年第二轮选秀权，从公牛交易得到史密斯。
2006年12月16日，史密斯因參與了麥迪遜花園鬥毆而被禁賽了10場比賽。當時丹佛金塊在客場以123-100大勝紐約尼克，雙方在比賽接近結束時發生大規模衝突。史密斯在上籃時被馬蒂·科林斯惡意犯規。激怒了金塊球員。史密斯、卡梅羅·安東尼、贾里德·杰弗里斯和奈特·羅賓森等十人皆被裁判迪克·巴維塔驅逐出場。
2007年2月20日，史密斯因左膝半月板撕裂，需要進行手術治療而錯過了幾個星期的比賽。史密斯在金塊的第一個賽季場均得到13分、2.3個籃板和1.4次助攻。但他在2006–07賽季的季后賽表現令人失望。三分命中率為0%，四場比賽下來未投進任何三分球，使得總教練乔治·卡尔被外界批評用人不當。

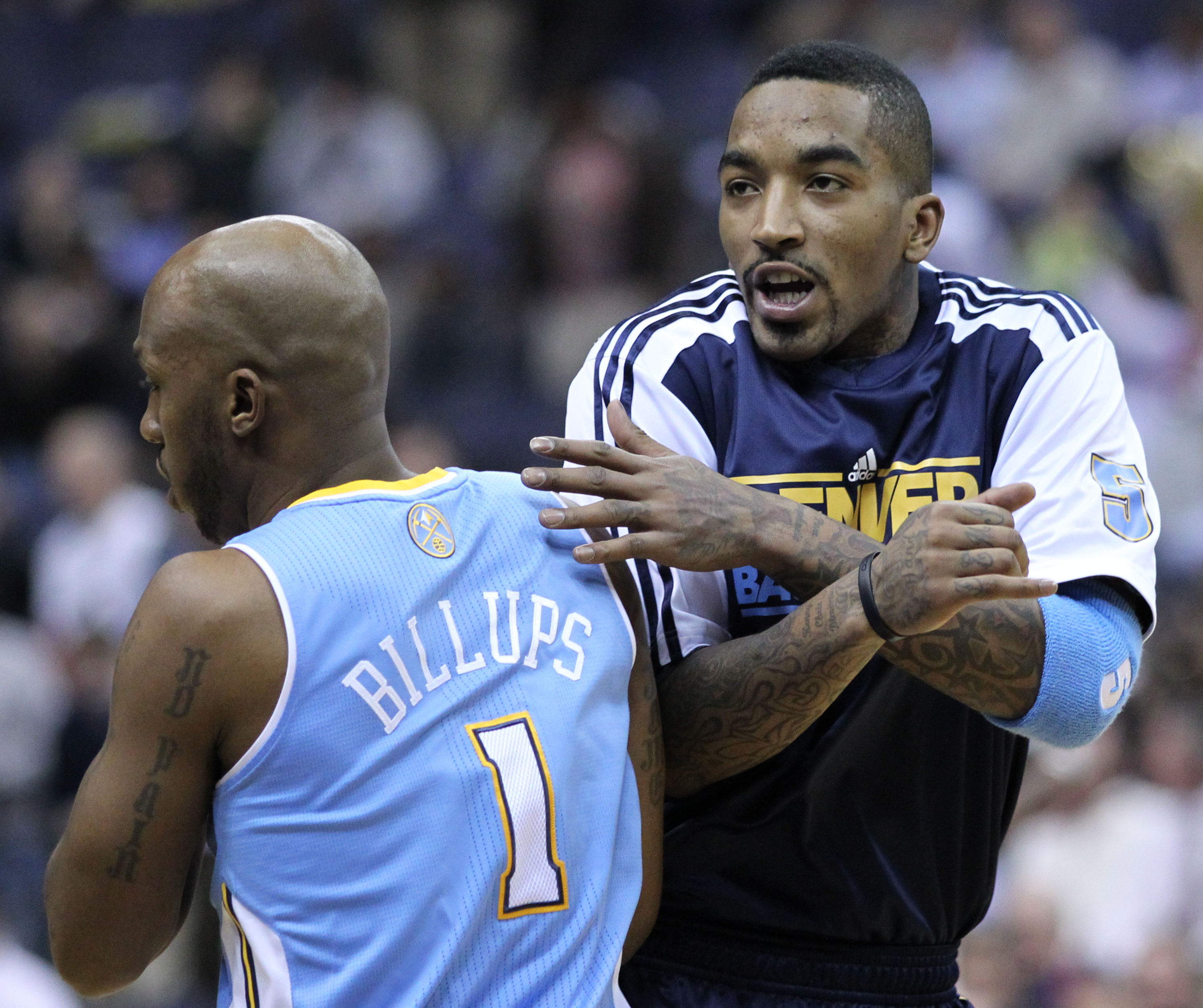
史密斯和隊友昌西·比卢普斯。

2007年10月13日，史密斯因在丹佛一家夜總會对一名女士有不礼貌行为。金塊隊在2007–08賽季的前三場例行賽中對他施以禁賽處分。史密斯本季場均12.3分、2.1籃板和1.7次助攻，幫助金塊隊再次進入季後賽。在與洛杉磯湖人的首輪比賽中，史密斯場均出場27.0分鐘，繳出18.3分，命中率高達53.5%，三分球命中率也達到了31.8%。然而金塊仍不敵湖人而遭淘汰。
2009年2月10日，史密斯被联盟指名代替受伤的曼菲斯灰熊球員鲁迪·盖伊参加2009年全明星周末的灌籃大赛。
在2009–10賽季，史密斯和隊友昌西·比卢普斯同意互相交換球衣號碼。史密斯換上了五號球衣，而畢拉普斯則穿上了和底特律活塞時期相同的1號球衣。12月23日，史密斯在金塊主場對上亞特蘭大老鷹的比賽中得到41分，其中三分球17投10中。
史密斯於2009–10賽季成為全联盟替补球员中三分球命中数第二的球员。場均能夠貢獻15.4分、3.1個籃板和2.4次助攻。然而金塊早早退出了季后賽。2010–11賽季，史密斯充分發揮了身為第六人的實力，場均能取得12.3分、4.1籃板和2.2助攻。同時該季也是金塊隊未來發展的一個轉折點，管理層將主力球員卡梅羅·安東尼交易到昔日宿敵－紐約尼克。

### 浙江金牛（2011-2012）
在2011年NBA停摆時期，史密斯與中國男子籃球職業聯賽浙江金牛簽約。由於合約中不包含跳出选项，所以直到2011–2012賽季結束，史密斯才能回到NBA。
2012年2月1日，浙江金牛以122-110戰勝青島雄鷹，史密斯替補出場攻下CBA生涯最高的60分，並命中了14顆三分球。兩天後，浙江金牛以119-115戰胜山東金星，史密斯替補出場砍下了41分。
在代表浙江金牛的比賽中，史密斯獲得了本週的最佳外援，並獲選為2012年CBA全明星賽先發，但是由於“私人原因”而未參加。
儘管史密斯表現優異，卻仍無法帶領浙江金牛打進2012年CBA季后賽。

#### CBA統計數據
| 賽季    | 球隊     | 上場次數 | 先發次數 | 上場時間 | 投篮命中率 | 三分球命中率 | 罚球命中率 | 篮板 | 助攻 | 抄截 | 阻攻 | 得分 |
| ------- | -------- | -------- | -------- | -------- | ---------- | ------------ | ---------- | ---- | ---- | ---- | ---- | ---- |
| 2011–12 | 浙江金牛 | 32       | 8        | 36.4     | 51.7       | 47.8         | 75.8       | 7.4  | 4.1  | 2.5  | 0.1  | 34.4 |
| 生涯    |          | 32       | 8        | 36.4     | 51.7       | 47.8         | 75.8       | 7.4  | 4.1  | 2.5  | 0.1  | 34.4 |

### 紐約尼克（2012-2015）

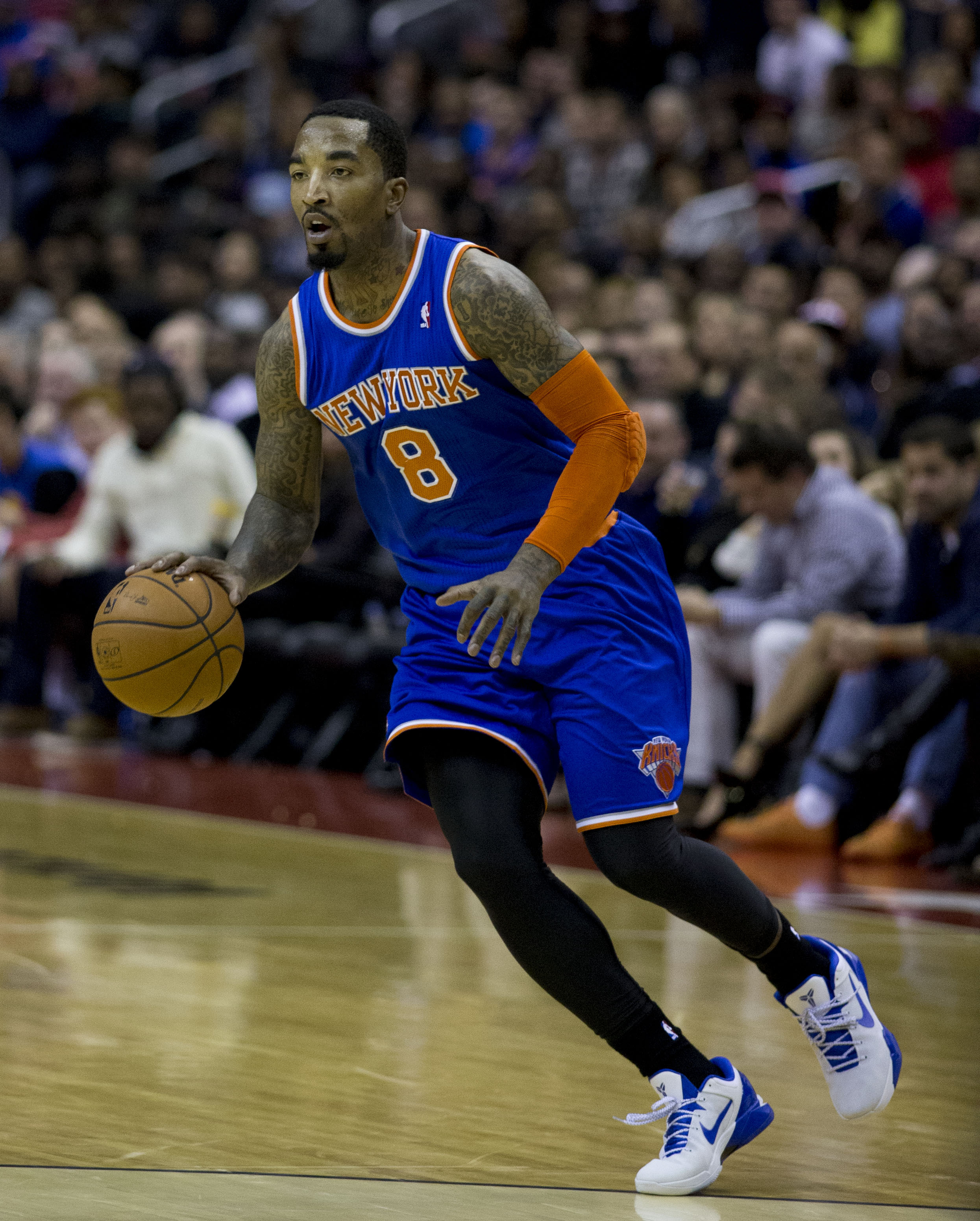
史密斯於紐約尼克。

在浙江金牛爭奪季後賽資格失利後，史密斯重新回到NBA，並於2012年2月17日和紐約尼克簽下兩百四十萬美元的合約。並於尼克戰勝達拉斯小牛的比賽中首次亮相，史密斯拿下了15分，且在第一節投進了三顆三分球。在本賽季的大部分時間裡投中三分球後，尼克斯因為史密斯和諾瓦克的出現而大大改善。史密斯成了球迷的最愛，與約翰·斯塔克斯進行了比較。那個賽季史密斯場均得到12.5分，3.9個籃板，2.4次助攻和職業生涯最高的1.5次搶斷。尼克斯在季后賽首輪中面對邁阿密熱火，卻4-1輸給了對方。史密斯場均12.2分，但場均只有31.6％的投籃命中率和17.9％的三分命中率。
在7月11日，尼克和史密斯同意續約了一個賽季。尼克斯被允許給史密斯薪水增加20％。史密斯曾表示他能夠從其他球隊得到更好的報價，但是他選擇留在紐約，因為他想留在家中，並有機會獲得冠軍。
2012年12月5日，史密斯在與夏洛特山貓隊的比賽中以100-98勝利，在比賽中命中絕殺球。並以類似的方式，在2012年12月26日還剩一秒鐘時，史密斯命中絕殺跳投。使得尼克斯以99-97擊敗菲尼克斯太陽。史密斯得到27分，這是少數幾次不是由卡梅羅·安東尼或雷蒙德·費爾頓領導的勝利。
2014年1月8日，史密斯因屢次在比賽中偷偷解開對手的鞋帶而被聯盟處以罰款5萬美元。

### 克里夫蘭騎士（2015-2019）
史密斯在2015年從尼克隊被交易到騎士隊，並在2016年幫助球隊獲得NBA總冠軍，是重要奪冠功臣。當年史密斯與騎士隊簽下一份4年5700萬美元的合約。
2018年6月1日，17-18賽季NBA總冠軍賽第一戰，克里夫蘭騎士隊與金州勇士隊在賽末4.7秒時戰成107比107平手，但史密斯在搶下進攻籃板後卻放棄進攻選擇帶球退出禁區，此隱形失誤使比賽進入延長賽，隨後勇士隊在延長賽中取得10分領先，最後以124比114擊敗騎士隊。最終騎士隊也以4連敗錯失隊史第二冠。
2019年7月15日，史密斯被騎士隊裁掉，成為自由球員。

### 洛杉磯湖人（2020）
2020年7月1日，史密斯與洛杉磯湖人簽約，在2019-20賽季的剩餘時間里，他與前騎士隊隊友勒布朗·詹姆斯重聚。湖人隊在總決賽6場比賽中擊敗邁阿密熱火，贏得了他的第二個NBA總冠軍。

## NBA生涯數據

### NBA例行賽數據統計
| 賽季     | 球隊         | 出賽 | 先發 | 平均上場時間(分鐘) | 投籃命中率(%) | 三分球命中率(%) | 罰球命中率(%) | 平均籃板 | 平均助攻 | 平均抄截 | 平均阻攻 | 平均得分 |
| -------- | ------------ | ---- | ---- | ------------------ | ------------- | --------------- | ------------- | -------- | -------- | -------- | -------- | -------- |
| 2004–05  | 新奧爾良黃蜂 | 76   | 56   | 24.5               | 39.4          | 28.8            | 68.9          | 2.0      | 1.9      | 0.7      | 0.1      | 10.3     |
| 2005–06  | 新奧爾良黃蜂 | 55   | 25   | 18.0               | 39.3          | 37.1            | 82.2          | 2.0      | 1.1      | 0.7      | 0.1      | 7.7      |
| 2006–07  | 丹佛金塊     | 63   | 24   | 23.3               | 44.1          | 39.0            | 81.0          | 2.3      | 1.4      | 0.8      | 0.1      | 13.0     |
| 2007–08  | 丹佛金塊     | 74   | 0    | 19.2               | 46.1          | 40.3            | 71.9          | 2.1      | 1.7      | 0.8      | 0.2      | 12.3     |
| 2008–09  | 丹佛金塊     | 81   | 18   | 27.7               | 44.6          | 39.7            | 75.4          | 3.7      | 2.8      | 1.0      | 0.2      | 15.2     |
| 2009–10  | 丹佛金塊     | 75   | 0    | 27.8               | 41.4          | 33.8            | 70.6          | 3.1      | 2.4      | 1.3      | 0.3      | 15.4     |
| 2010–11  | 丹佛金塊     | 79   | 6    | 24.9               | 43.5          | 39.0            | 73.8          | 4.1      | 2.2      | 1.2      | 0.2      | 12.3     |
| 2011–12  | 紐約尼克     | 35   | 1    | 27.6               | 40.7          | 33.7            | 70.9          | 3.9      | 2.4      | 1.5      | 0.2      | 12.5     |
| 2012–13  | 紐約尼克     | 80   | 0    | 33.5               | 42.2          | 35.6            | 76.2          | 5.3      | 2.7      | 1.3      | 0.3      | 18.1     |
| 2013–14  | 紐約尼克     | 74   | 37   | 32.7               | 41.5          | 39.4            | 65.2          | 4.0      | 3.0      | 0.9      | 0.3      | 14.5     |
| 2014–15  | 紐約尼克     | 24   | 6    | 25.8               | 40.2          | 35.6            | 69.2          | 2.4      | 3.4      | 0.8      | 0.2      | 10.9     |
| 2014–15  | 克里夫蘭騎士 | 46   | 45   | 31.8               | 42.5          | 39.0            | 81.8          | 3.5      | 2.5      | 1.4      | 0.4      | 12.7     |
| 2015–16† | 克里夫蘭騎士 | 77   | 77   | 30.7               | 41.5          | 40.0            | 63.4          | 2.8      | 1.7      | 1.0      | 0.3      | 12.4     |
| 2016–17  | 克里夫蘭騎士 | 41   | 35   | 29.0               | 34.6          | 35.1            | 66.7          | 2.8      | 1.5      | 1.0      | 0.3      | 8.6      |
| 2017–18  | 克里夫蘭騎士 | 80   | 61   | 28.1               | 40.3          | 37.5            | 69.6          | 2.9      | 1.8      | .9       | .1       | 8.3      |
| 2018–19  | 克里夫蘭騎士 | 11   | 4    | 20.2               | .342          | .308            | .800          | 1.6      | 1.9      | 1.0      | .3       | 6.7      |
| 2019–20† | 洛杉磯湖人   | 6    | 0    | 13.2               | .318          | .091            | 1.000         | .8       | .5       | .2       | .0       | 2.8      |
| 生涯     | 生涯         | 977  | 395  | 26.9               | .419          | .373            | .733          | 3.1      | 2.1      | 1.0      | .2       | 12.4     |

### NBA季後賽數據統計
| 季後賽   | 球隊         | 出賽 | 先發 | 平均上場時間(分鐘) | 投籃命中率(%) | 三分球命中率(%) | 罰球命中率(%) | 平均籃板 | 平均助攻 | 平均抄截 | 平均阻攻 | 平均得分 |
| -------- | ------------ | ---- | ---- | ------------------ | ------------- | --------------- | ------------- | -------- | -------- | -------- | -------- | -------- |
| 2006–07  | 丹佛金塊     | 4    | 0    | 11.8               | 27.3          | 0.0             | 100.0         | 2.3      | 0.5      | 1.0      | 0.3      | 4.5      |
| 2007–08  | 丹佛金塊     | 4    | 0    | 27.0               | 53.5          | 31.8            | 83.3          | 1.8      | 1.8      | 1.0      | 0.0      | 18.3     |
| 2008–09  | 丹佛金塊     | 16   | 0    | 27.2               | 45.4          | 35.8            | 54.3          | 3.3      | 2.8      | 1.1      | 0.3      | 14.9     |
| 2009–10  | 丹佛金塊     | 6    | 0    | 26.5               | 36.8          | 35.5            | 87.5          | 3.8      | 1.7      | 0.7      | 0.3      | 11.2     |
| 2010–11  | 丹佛金塊     | 5    | 0    | 15.2               | 35.6          | 42.9            | 72.7          | 2.0      | 1.0      | 0.4      | 0.0      | 9.8      |
| 2011–12  | 紐約尼克     | 5    | 0    | 35.0               | 31.6          | 17.9            | 100.0         | 2.6      | 2.2      | 1.2      | 0.2      | 12.2     |
| 2012–13  | 紐約尼克     | 11   | 0    | 31.9               | 33.1          | 27.3            | 72.1          | 4.7      | 1.4      | 1.0      | 0.5      | 14.3     |
| 2015–16† | 克里夫蘭騎士 | 18   | 4    | 31.1               | 40.3          | 35.9            | 70.0          | 4.7      | 1.2      | 0.9      | 0.6      | 12.8     |
| 2016–17  | 克里夫蘭騎士 | 18   | 18   | 27.1               | 50.5          | 50.0            | 45.5          | 2.3      | 0.7      | 0.7      | 0.3      | 8.1      |
| 2017–18  | 克里夫蘭騎士 | 22   | 21   | 32.1               | 34.8          | 36.7            | 77.3          | 2.7      | 1.1      | 1.0      | .2       | 8.7      |
| 2019–20† | 洛杉磯湖人   | 10   | 0    | 7.5                | .269          | .273            | .000          | .3       | .3       | .2       | .0       | 2.0      |
| 生涯     | 生涯         | 140  | 64   | 27.9               | .397          | .367            | .706          | 3.0      | 1.3      | .9       | .3       | 10.7     |

†代表該年度拿下總冠軍

## 個人生活
2007年2月2日，史密斯和金塊隊隊友卡梅羅·安東尼發生了一起車禍。車禍中兩人皆沒有受傷。而據調查，史密斯所駕駛的車輛是屬於隊友安東尼的。2007年6月9日，史密斯和另一名乘客在紐澤西州米爾斯通鎮區 (新澤西州)的一起車禍中受傷，當時他駕駛的越野車闖過了停車指示牌與另一輛車相撞。史密斯和另一名乘客－安德烈·貝爾（Andre Bell）分別從車輛的兩側摔出。史密斯被送往澤西海岸大學醫院。貝爾則因遭受頭部嚴重創傷而不治身亡。據調查當時兩人皆未繫安全帶。

## 外部連結
- J·R·史密斯在fiba.basketball（英语）
- J·R·史密斯在NBA官網（英语）
- J·R·史密斯在中国男子篮球职业联赛官網
- J·R·史密斯在Basketball-Reference.com（NBA）（英语）
- J·R·史密斯在Basketball-Reference.com（國際）（英语）
- J·R·史密斯在ESPN（NBA）（英语）
- J·R·史密斯在Eurobasket.com（球員）（英语）
- J·R·史密斯在Proballers（英语）
- J·R·史密斯在RealGM（英语）
- J·R·史密斯的X（前Twitter）